# Cowichan River Park
Cowichan River Park är en park i Kanada.   Den ligger i provinsen British Columbia, i den sydvästra delen av landet, 3 600 km väster om huvudstaden Ottawa. Cowichan River Park ligger 80 meter över havet.
Terrängen runt Cowichan River Park är varierad. Cowichan River Park ligger nere i en dal. Närmaste större samhälle är Duncan, 14,4 km öster om Cowichan River Park.
I omgivningarna runt Cowichan River Park växer i huvudsak blandskog. Runt Cowichan River Park är det ganska glesbefolkat, med 32 invånare per kvadratkilometer.